# Championnat de Libye de football 1967-1968
Navigation
Saison précédente Saison suivante
La saison 1967-1968 du Championnat de Libye de football est la quatrième édition du championnat de première division libyen. La compétition est en fait une phase finale qui réunit les trois clubs vainqueurs des championnats régionaux (Est, Ouest et Sud). Les clubs affrontent deux fois leurs adversaires, à domicile et à l'extérieur.
C'est le club d'Al Tahaddy Benghazi, vainqueur du championnat régional Est, qui remporte le titre, après avoir battu lors du match de barrage le double tenant du trophée, Al Ittihad Tripoli. C'est le tout premier titre de champion de Libye de l'histoire du club.

## Les clubs participants
| - Al Ahli Sebha - Champion de la région Sud - Al Tahaddy Benghazi - Champion de la région Est - Al Ittihad Tripoli - Champion de la région Ouest |

## Compétition

### Classement
| Rang | Équipe              | Pts | J | G | N | P | Bp | Bc | Diff |  | Résultats (▼ dom., ► ext.) | Itt | Dar | Seb |
| ---- | ------------------- | --- | - | - | - | - | -- | -- | ---- |  | -------------------------- | --- | --- | --- |
| 1    | Al Ittihad TripoliT | 6   | 4 | 3 | 0 | 1 | 12 | 3  | +9   |  | Al Ittihad TripoliT        |     | 4-0 | 4-0 |
| 2    | Al Tahaddy Benghazi | 6   | 4 | 3 | 0 | 1 | 9  | 5  | +4   |  | Al Tahaddy Benghazi        | 2-0 |     | 2-0 |
| 3    | Al Ahli Sebha       | 0   | 4 | 0 | 0 | 4 | 2  | 15 | -13  |  | Al Ahli Sebha              | 1-4 | 1-5 |     |

| Qualifications et relégations | Qualifications et relégations             |
| ----------------------------- | ----------------------------------------- |
|                               | Qualification pour le match pour le titre |
|                               | T : Tenant du titre                       |

### Match pour le titre
| 5 avril 1968 | Al Tahaddy Benghazi | 2 - 0 | Al Ittihad Tripoli |  |  |
|              |                     |       |                    |  |  |

## Bilan de la saison
| Championnat de Libye de football 1967-1968 |                                 |
| Champion                                   | Al Tahaddy Benghazi (1er titre) |
| Coupes et trophées                         |                                 |
| Vainqueur de la Coupe de Libye 1967-1968   | Non disputée                    |
| Qualifications continentales               |                                 |
| Coupe d'Afrique des clubs champions 1969   | Al Tahaddy Benghazi             |
| Promotions et relégations                  |                                 |
| Promus en Premier League                   | Aucun                           |
| Relégués en Second Division                | Aucun                           |